# Берлі (Айдахо)
Берлі (англ. Burley) — місто в округах Кассія та Мінідока, штат Айдахо, США. Згідно з переписом 2010 року населення становило 10 345 осіб, що на 1029 осіб більше, ніж 2000 року. Є окружним центром округу Кассія.

## Географія
Берлі розташоване за координатами 42°32′15″ пн. ш. 113°47′37″ зх. д. / 42.53750° пн. ш. 113.79361° зх. д. (42.537431, -113.793600).  За даними Бюро перепису населення США в 2010 році місто мало площу 16,68 км², з яких 15,85 км² — суходіл та 0,83 км² — водойми.

### Клімат
| Клімат : Берлі                     | Клімат : Берлі | Клімат : Берлі | Клімат : Берлі | Клімат : Берлі | Клімат : Берлі | Клімат : Берлі | Клімат : Берлі | Клімат : Берлі | Клімат : Берлі | Клімат : Берлі | Клімат : Берлі | Клімат : Берлі | Клімат : Берлі |
| Показник                           | Січ.           | Лют.           | Бер.           | Квіт.          | Трав.          | Черв.          | Лип.           | Серп.          | Вер.           | Жовт.          | Лист.          | Груд.          | Рік            |
| Абсолютний максимум, °C            | 16,7           | 23,3           | 25,6           | 31,7           | 36,1           | 38,9           | 40,0           | 40,6           | 36,1           | 32,8           | 26,1           | 18,3           | 40,6           |
| Середній максимум, °C              | 2,7            | 6,6            | 11,6           | 16,6           | 21,4           | 27,0           | 31,4           | 31,0           | 25,0           | 18,1           | 8,7            | 3,3            | 16,9           |
| Середній мінімум, °C               | −6,8           | −4,3           | −1,1           | 2,1            | 6,2            | 10,0           | 12,9           | 11,9           | 7,2            | 2,2            | −2,7           | −6,7           | 2,6            |
| Абсолютний мінімум, °C             | −34,4          | −32,2          | −19,4          | −11,1          | −7,2           | −1,7           | 0,6            | −0,6           | −7,8           | −12,8          | −25,6          | −30,6          | −34,4          |
| Норма опадів, мм                   | 30             | 21             | 27             | 25             | 33             | 22             | 9              | 10             | 16             | 17             | 25             | 26             | 261            |
| ---------------------------------- | -------------- | -------------- | -------------- | -------------- | -------------- | -------------- | -------------- | -------------- | -------------- | -------------- | -------------- | -------------- | -------------- |
| Джерело: NOAA (normals, 1971–2000) |                |                |                |                |                |                |                |                |                |                |                |                |                |

## Демографія

### Перепис 2010 року
За даними перепису 2010 року, у місті проживало 10 345 осіб у 3 644 домогосподарствах у складі 2 499 родин. Густота населення становила 652,7 ос./км². Було 3 885 помешкань, середня густота яких становила 245,1/км². Расовий склад міста: 77,2 % білих, 0,4 % афроамериканців, 1,0 % індіанців, 0,7 % азіатів, 17,4 % інших рас, а також 3,3 % людей, які зараховують себе до двох або більше рас. Іспанці та латиноамериканці незалежно від раси становили 33,4 % населення.
Із 3 644 домогосподарств 40,1 % мали дітей віком до 18 років, які жили з батьками; 49,7 % були подружжями, які жили разом; 13,0 % мали господиню без чоловіка; 5,9 % мали господаря без дружини і 31,4 % не були родинами. 26,9 % домогосподарств складалися з однієї особи, у тому числі 12,8 % віком 65 і більше років. У середньому на домогосподарство припадало 2,76 мешканця, а середній розмір родини становив 3,37 особи.
Середній вік жителів міста становив 30,8 року. Із них 31,8 % були віком до 18 років; 9,7 % — від 18 до 24; 24,9 % від 25 до 44; 20 % від 45 до 64 і 13,6 % — 65 років або старші. Статевий склад населення: 49,6 % — чоловіки і 50,4 % — жінки.
Середній дохід на одне домашнє господарство  становив 44 215 доларів США (медіана — 35 820), а середній дохід на одну сім'ю — 50 605 доларів (медіана — 42 445). Медіана доходів становила 31 015 доларів для чоловіків та 23 321 долар для жінок. За межею бідності перебувало 21,1 % осіб, у тому числі 28,9 % дітей у віці до 18 років та 11,7 % осіб у віці 65 років та старших.
Цивільне працевлаштоване населення становило 4162 особи. Основні галузі зайнятості: освіта, охорона здоров'я та соціальна допомога — 21,0 %, виробництво — 17,6 %, роздрібна торгівля — 16,1 %.

### Перепис 2000 року
За даними перепису 2000 року, у місті проживало 9 316 осіб у 3 288 домогосподарствах у складі 2 373 родин. Густота населення становила 873,0 ос./км². Було 3 633 помешкання, середня густота яких становила 340,5/км². Расовий склад міста: 77,96 % білих, 0,21 % афроамериканців, 1,30 % індіанців, 0,46 % азіатів, 0,08 % тихоокеанських остров'ян, 17,15 % інших рас і 2,83 % людей, які зараховують себе до двох або більше рас. Іспанці та латиноамериканці незалежно від раси становили 26,71 % населення.
Із 3 288 домогосподарств 39,5 % мали дітей віком до 18 років, які жили з батьками; 55,7 % були подружжями, які жили разом; 12,7 % мали господиню без чоловіка, і 27,8 % не були родинами. 25,0 % домогосподарств складалися з однієї особи, у тому числі 12,2 % віком 65 і більше років. У середньому на домогосподарство припадало 2,75 мешканця, а середній розмір родини становив 3,31 особи. Середня ціна на нерухомість становила $35 000.
Віковий склад населення: 31,9 % віком до 18 років, 10,0 % від 18 до 24, 25,5 % від 25 до 44, 18,1 % від 45 до 64 і 14,5 % років і старші. Середній вік жителів — 31 рік. Статевий склад населення: 48,7 % — чоловіки і 51,3 % — жінки.
Середній дохід домогосподарств у місті становив $27 981, родин — $33 376. Середній дохід чоловіків становив $26 865 проти $17 304 у жінок. Дохід на душу населення в місті був $12 689. Приблизно 15,2 % родин і 18,4 % населення перебували за межею бідності, включаючи 25,1 % віком до 18 років і 10,7 % від 65 і старших.